# Marlon Devonish
Marlon Devonish (Coventry, 1º giugno 1976) è un ex velocista britannico, vincitore della medaglia d'oro alle Olimpiadi di Atene 2004 nella staffetta 4x100 m.

## Palmarès
| Anno | Manifestazione          | Sede         | Evento      | Risultato        | Prestazione | Note                                     |
| ---- | ----------------------- | ------------ | ----------- | ---------------- | ----------- | ---------------------------------------- |
| 1994 | Mondiali juniores       | Lisbona      | 4×100 m     | Oro              | 39"60       |                                          |
| 1995 | Europei juniores        | Nyíregyháza  | 200 m piani | Oro              | 21"04       |                                          |
| 1995 | Europei juniores        | Nyíregyháza  | 4×100 m     | Oro              | 39"43       |                                          |
| 1997 | Europei under 23        | Turku        | 100 m piani | Bronzo           | 10"32       |                                          |
| 1997 | Europei under 23        | Turku        | 4×100 m     | Oro              | 38"99       |                                          |
| 1998 | Giochi del Commonwealth | Kuala Lumpur | 4×100 m     | Oro              | 38"20       | Record dei Giochi                        |
| 1999 | Mondiali                | Siviglia     | 4×100 m     | Argento          | 37"73       | Record europeo                           |
| 2000 | Giochi olimpici         | Sydney       | 200 m piani | Quarti di finale | 20"82       |                                          |
| 2002 | Giochi del Commonwealth | Manchester   | 200 m piani | Argento          | 20"19       | Miglior prestazione personale            |
| 2002 | Giochi del Commonwealth | Manchester   | 4×100 m     | Oro              | 38"62       |                                          |
| 2002 | Europei                 | Monaco       | 200 m piani | Bronzo           | 10"24       |                                          |
| 2003 | Mondiali indoor         | Birmingham   | 200 m piani | Oro              | 20"62       |                                          |
| 2004 | Giochi olimpici         | Atene        | 4×100 m     | Oro              | 38"07       | Miglior prestazione personale stagionale |
| 2005 | Mondiali                | Helsinki     | 4×100 m     | Bronzo           | 38"27       | Miglior prestazione personale stagionale |
| 2006 | Europei                 | Göteborg     | 200 m piani | Bronzo           | 20"54       |                                          |
| 2006 | Europei                 | Göteborg     | 4×100 m     | Oro              | 38"91       |                                          |
| 2007 | Mondiali                | Osaka        | 100 m piani | 6º               | 10"14       |                                          |
| 2007 | Mondiali                | Osaka        | 4×100 m     | Bronzo           | 37"90       | Miglior prestazione personale stagionale |
| 2008 | Giochi olimpici         | Pechino      | 200 m piani | Semifinale       | 20"57       |                                          |
| 2008 | Giochi olimpici         | Pechino      | 4×100 m     | Batteria         | dq          |                                          |
| 2009 | Mondiali                | Berlino      | 200 m piani | Semifinale       | 20"62       |                                          |
| 2009 | Mondiali                | Berlino      | 4×100 m     | Bronzo           | 38"02       | Miglior prestazione personale stagionale |
| 2010 | Europei                 | Barcellona   | 200 m piani | 4º               | 20"62       |                                          |
| 2010 | Europei                 | Barcellona   | 4×100 m     | Batteria         | 39"49       |                                          |
| 2010 | Giochi del Commonwealth | Delhi        | 200 m piani | 5º               | 20"75       |                                          |
| 2010 | Giochi del Commonwealth | Delhi        | 4×100 m     | Oro              | 38"74       |                                          |
| 2011 | Mondiali                | Taegu        | 100 m piani | Semifinale       | 10"25       |                                          |
| 2011 | Mondiali                | Taegu        | 4×100 m     | Finale           | dnf         |                                          |

## Altre competizioni internazionali
1997
- Coppa Europa di atletica leggera ( Monaco di Baviera)

2000
- Coppa Europa di atletica leggera ( Gateshead)

2008
- Coppa Europa di atletica leggera ( Annecy)